# فرانك داي
فرانك داي (بالإنجليزية: Frank Day)‏ هو رسام أمريكي، ولد في 24 فبراير 1902 في Berry Creek, California ‏ في الولايات المتحدة، وتوفي في 13 أغسطس 1976 في ساكرامنتو في الولايات المتحدة.